# Euchorthippus chenbaensis
Euchorthippus chenbaensis är en insektsart som beskrevs av Tu och Z. Zheng 1964. Euchorthippus chenbaensis ingår i släktet Euchorthippus och familjen gräshoppor. Inga underarter finns listade i Catalogue of Life.